# Château de Baneuil
Le château de Baneuil est un château français implanté sur la commune de Baneuil dans le département de la Dordogne, en région Nouvelle-Aquitaine. Il a été bâti au XIe siècle et agrandi ou modifié à différentes reprises.

## Présentation
Le château de Baneuil se situe en Périgord pourpre, au sud du département de la Dordogne. Dominant la vallée de la Dordogne, il est implanté sur une hauteur, dans le village même de Baneuil.
C'est une propriété privée, ouverte à la visite en juin-juillet.
Il fait l’objet d’une inscription au titre des monuments historiques depuis le 18 octobre 1946.

## Historique et architecture
Bâti au XIe siècle sur l'emplacement d'une motte féodale, le donjon, simple tour de guet, surveillait les vallées de la Dordogne et de la Couze. Une salle des gardes fut ajoutée puis au XIVe siècle un logis et une tour ronde flanquée d'une échauguette.
Le château fut assiégé à plusieurs reprises lors de la guerre de Cent Ans.

## Galerie de photos

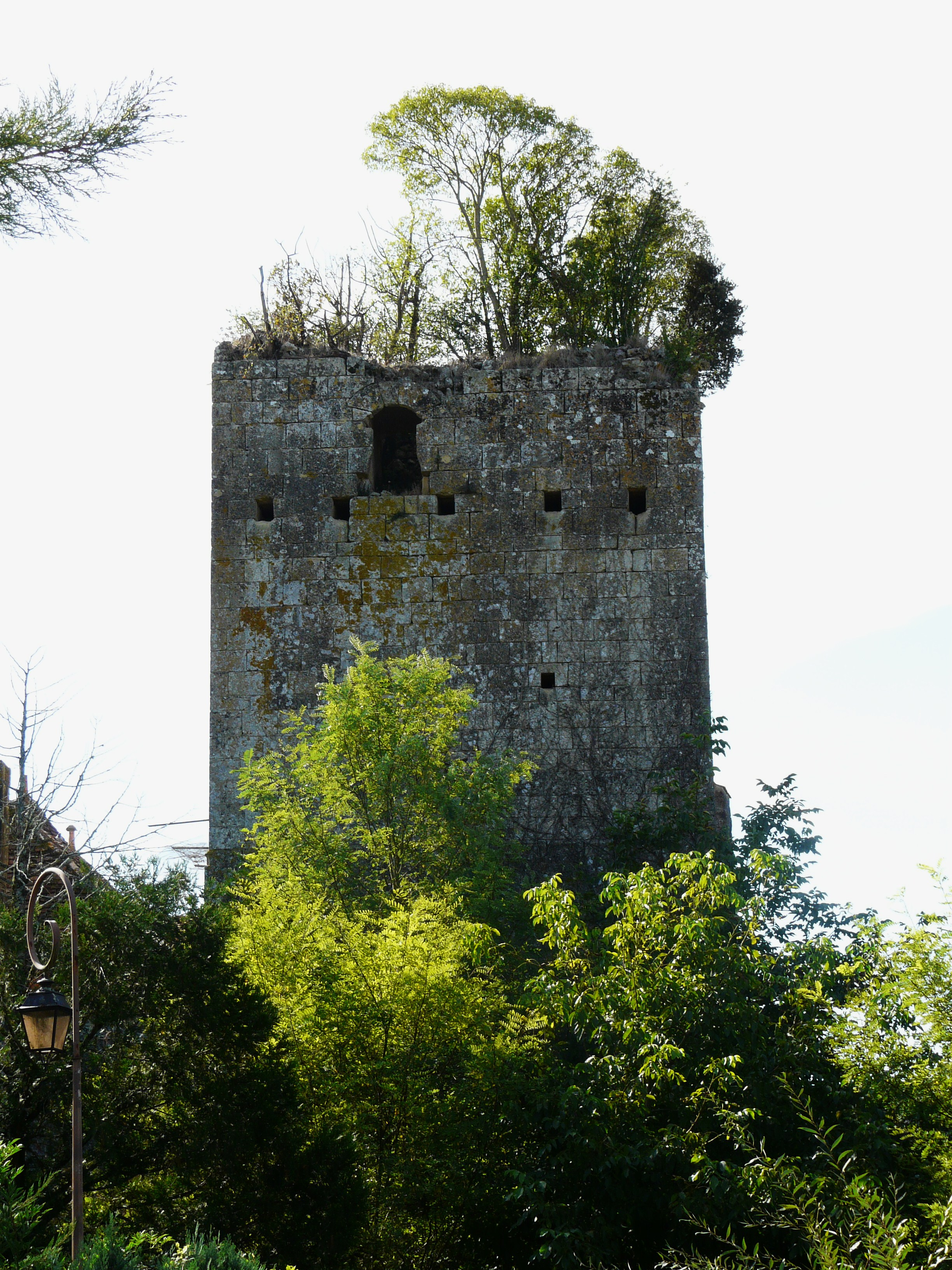
Le donjon
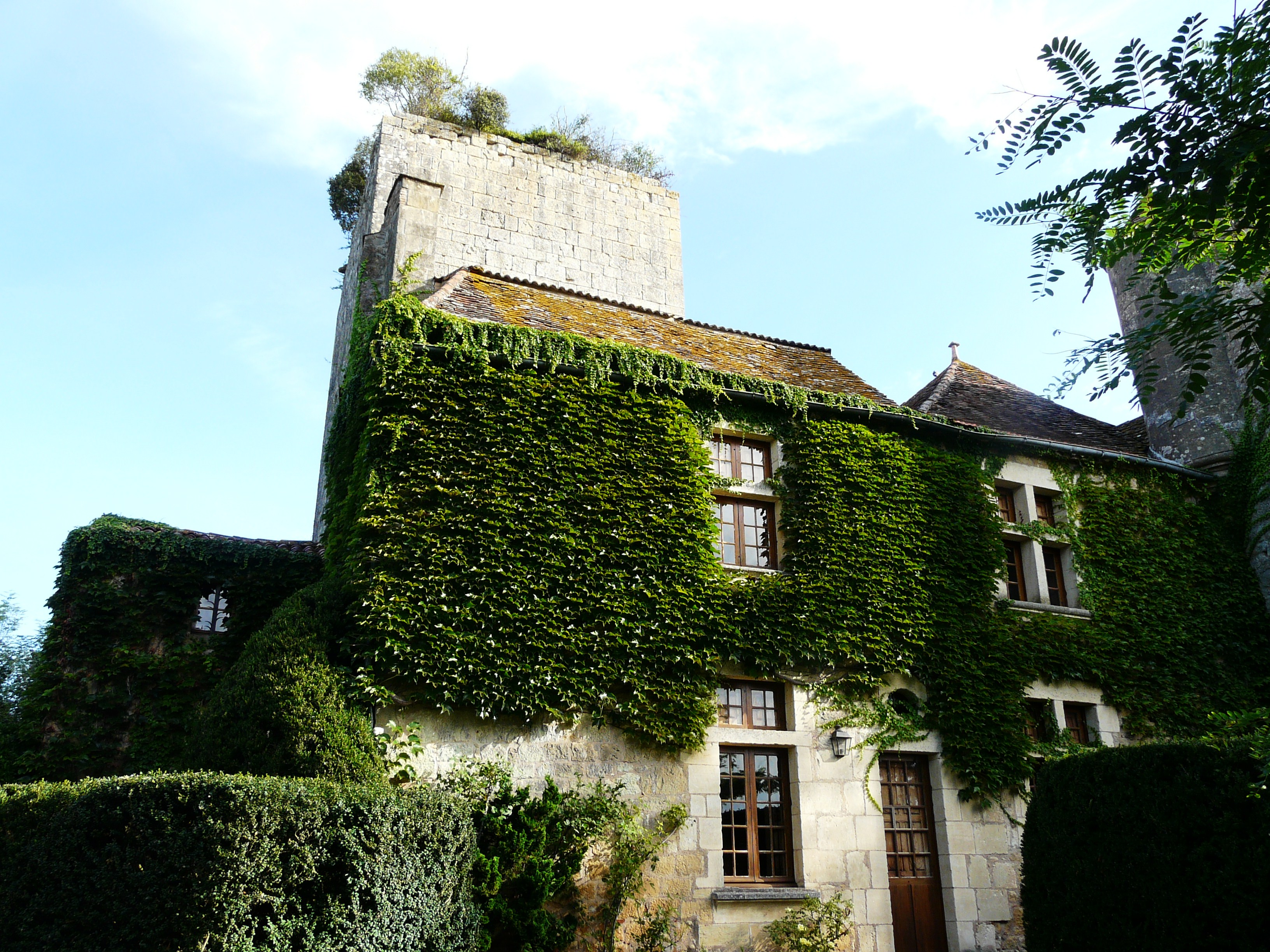
Le logis sud
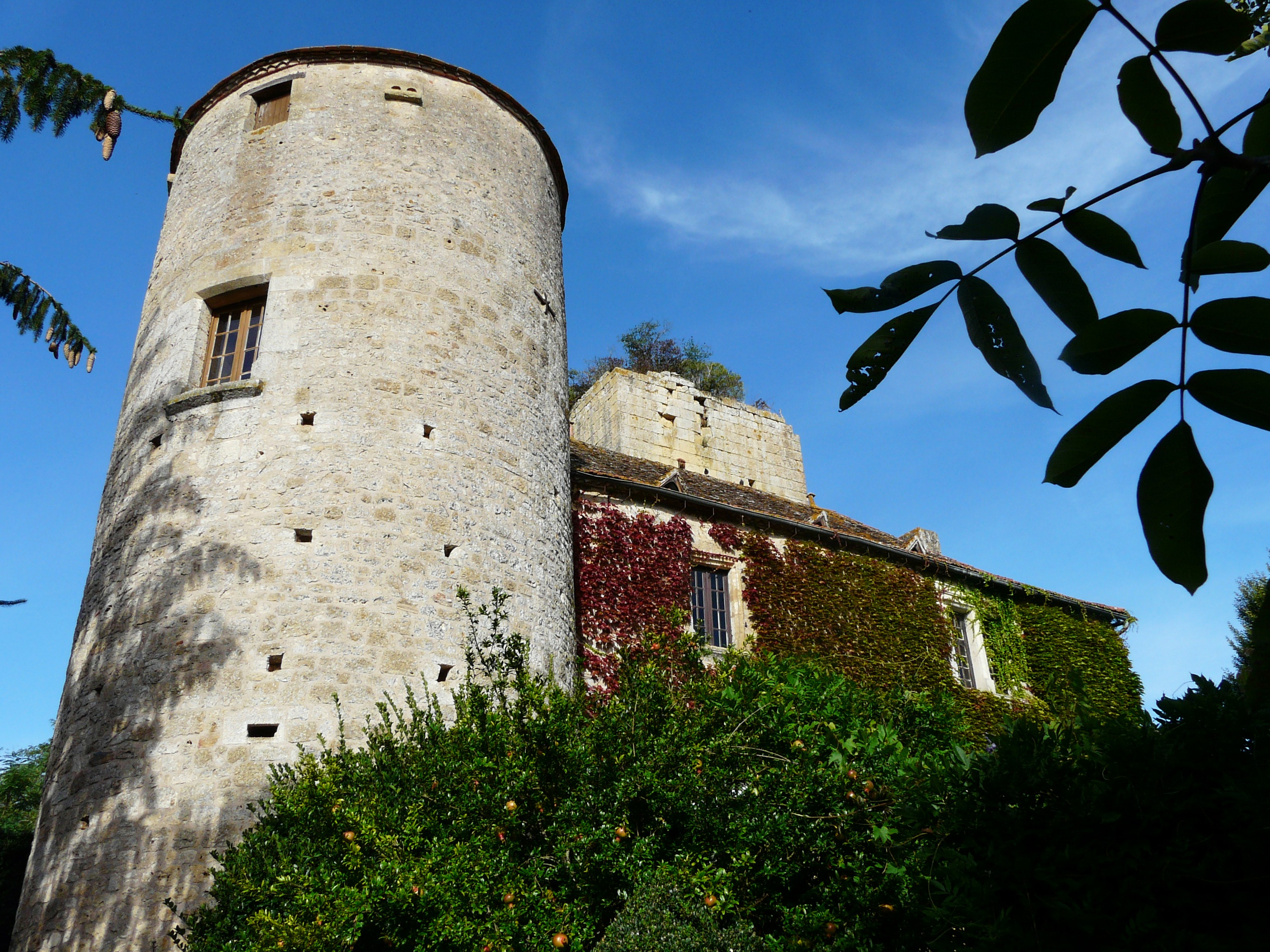
La tour sud-est
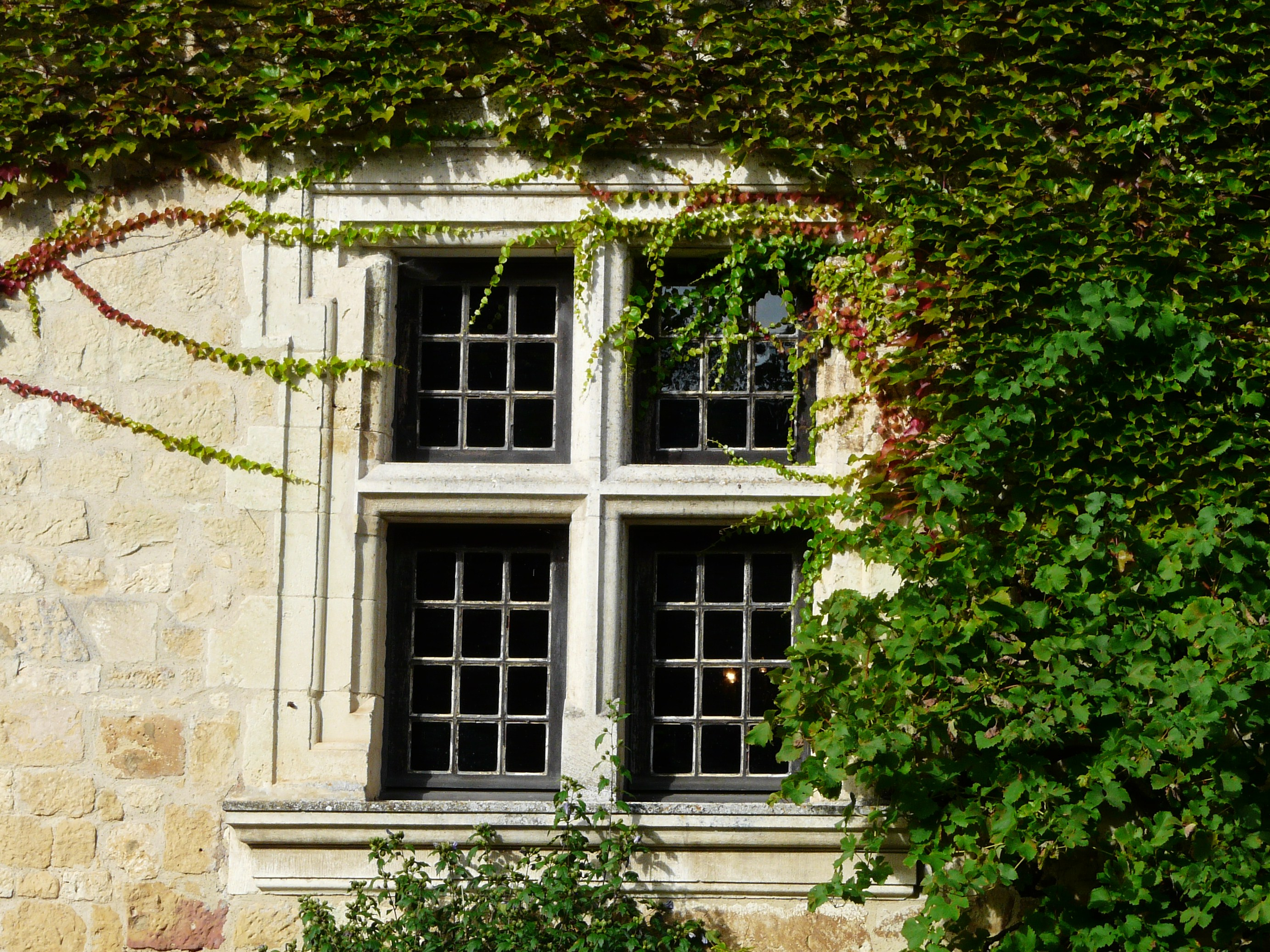
Fenêtre à meneaux du logis est